# Слепцовское Отделение
Слепцовское Отделение — село в Козельском районе Калужской области. Входит в состав сельского поселения «Село Покровск».

## География
Село расположено на левобережье реки Клютома, на противоположном берегу реки деревня — Слепцово. Слепцовское Отделение находится примерно в 1 км к юго-востоку от села Покровск.

## Население
| 2002 | 2010 |
| ---- | ---- |
| 7    | ↗16  |